# Jacques Bolle

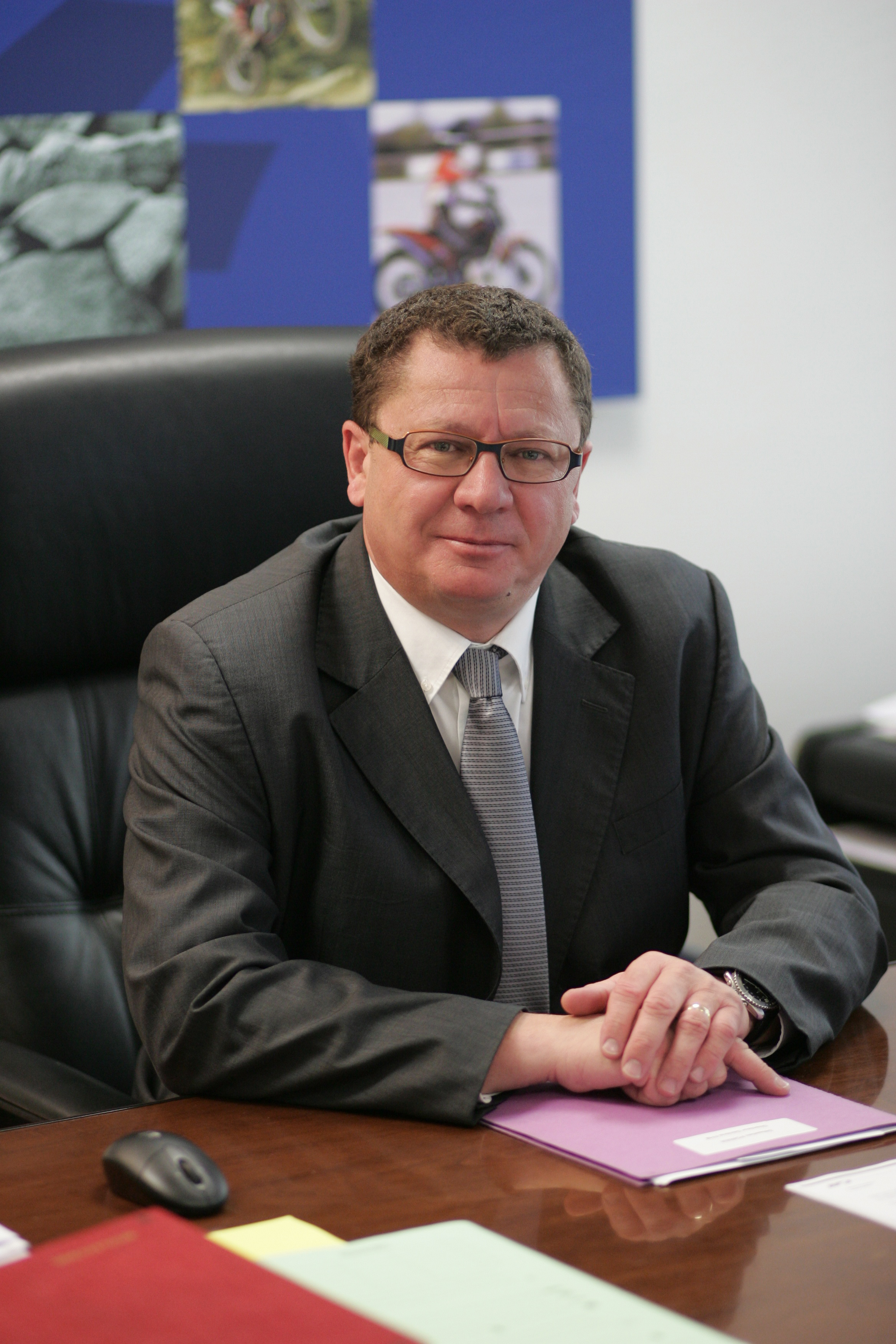
Jacques Bolle in 2010

Jacques Bolle (Grenoble, 1 februari 1959) is een voormalig Frans motorcoureur. In 2008 werd hij voorzitter van de Fédération Française de Motocyclisme (FFM). Zijn beste raceseizoen was dat van 1981, toen hij vijfde werd in het wereldkampioenschap wegrace in de 125cc-klasse. In dat jaar werd hij ook Frans kampioen 125 cc.

## Racecarrière

### Nationaal
Jacques Bolle begon zijn racecarrière halverwege de jaren zeventig in de Coupe Honda Challenge, een serie merkenraces die werden verreden met de Honda CB 125 S 3 Challenge. Bolle wist die serie te winnen. 
In 1977 en 1978 reed hij nationale Franse races met Yamaha's, maar ook in de Franse Promotor-serie met een Laverda 1000 Jota. Die serie won hij in 1978. Omdat hij in dat jaar ook vijfde werd in de 250cc-klasse promoveerde hij naar de internationale rijders. 

### Internationaal
Met zijn internationale startbewijs ging Jacques Bolle in heel Europa wegraces rijden, maar hij deed eerst ervaring op voordat hij zich meldde in het wereldkampioenschap wegrace. Hij won in 1979 een internationale race in Oostenrijk en in 1980 won hij al vijf internationale wegraces. 

#### Wereldkampioenschap wegrace
In het seizoen 1979 debuteerde Jacques Bolle in het wereldkampioenschap wegrace, maar alleen in de Belgische Grand Prix (dertiende in de 250cc-klasse) en de Franse Grand Prix (uitgevallen in de 250- en in de 350cc-klasse). In 1980 werd hij zesde in de 250cc-GP van Finland en vijfde in de 350cc-GP van Tsjecho-Slowakije.
Daarop rekruteerde Motobécane hem voor het seizoen 1981 als fabrieksrijder. Bolle werd de opvolger van Thierry Espié, die was overgestapt naar Sanvenero. Pierre Bolle haalde vier keer het erepodium en eindigde in het wereldkampioenschap als vijfde. Het was echter het laatste jaar voor Motobécane; het geld was op en in het seizoen 1982 reed Bolle weer als privérijder met Yamaha-productieracers. Hij viel in dat jaar vaak uit door technische problemen, maar werd wel Frans kampioen 250 cc.
Halverwege het seizoen 1983 blesseerde de Pernod-fabrieksrijder Christian Estrosi een schouder en hij adviseerde het team om Jacques Bolle als vervanger in te huren. Bolle werd in zijn eerste race met de Pernod al zesde, maar won de Britse GP door in de laatste bocht Thierry Espié binnendoor te passeren. Het was niet alleen zijn eerste GP-overwinning, maar ook die voor Pernod. Eind 1983 stopte Christian Estrosi met racen, hij werd teammanager bij Pernod. Bolle bleef als fabrieksrijder, maar had een tamelijk teleurstellend seizoen in 1984, waarin hij slechts negen punten wist te scoren. Zijn nieuwe teamgenoot Jean-François Baldé, op dat moment de meest ervaren Franse coureur, scoorde 25 punten. Het Pernod-team liet een aantal GP's schieten om de tegenvallende machines te verbeteren.
Begin 1985 werd bekendgemaakt dat Jacques Bolle zijn racecarrière had beëindigd.

## Franse motorbond
In 2008 werd Jacques Bolle gekozen tot voorzitter van de Fédération Française de Motocyclisme (FFM) en in 2012 werd hij herkozen. In 2013 kreeg hij de Nationale Orde van Verdienste uit handen van François Fillon. 

In 2016 woonde Jacques Bolle in de buurt van Parijs. Hij was getrouwd en vader van twee kinderen. 

## Wereldkampioenschap wegrace resultaten
(Races in vet zijn pole-positions; races in cursief geven de snelste ronde aan)
| Jaar | Klasse | Team       | Motorfiets    | 1        | 2       | 3       | 4       | 5       | 6       | 7                         | 8                         | 9                         | 10                        | 11                        | 12                        | 13                        | 14                        | Punten | Plaats | Overwinningen |
| ---- | ------ | ---------- | ------------- | -------- | ------- | ------- | ------- | ------- | ------- | ------------------------- | ------------------------- | ------------------------- | ------------------------- | ------------------------- | ------------------------- | ------------------------- | ------------------------- | ------ | ------ | ------------- |
| 1979 | 250 cc | Privé      | Yamaha TZ 250 | VEN -    |         | DUI -   | NAT -   | SPA -   | JOE -   | NED -                     | BEL 13                    | ZWE -                     | FIN -                     | GBR -                     | TSL -                     | FRA DNF                   |                           | 0      | -      | 0             |
| 1979 | 350 cc | Privé      | Yamaha TZ 350 | VEN -    | OOS -   | DUI -   | NAT -   | SPA -   | JOE -   | NED -                     |                           |                           | FIN -                     | GBR -                     | TSL -                     | FRA DNF                   |                           | 0      | -      | 0             |
| 1980 | 250 cc | Privé      | Yamaha TZ 250 | NAT -    | SPA -   | FRA -   | JOE -   | NED -   | BEL -   | FIN 6                     | GBR -                     | TSL -                     | DUI -                     |                           |                           |                           |                           | 5      | 24e    | 0             |
| 1980 | 350 cc | Privé      | Yamaha TZ 350 | NAT -    |         | FRA -   |         | NED -   |         |                           | GBR -                     | TSL 5                     | DUI -                     |                           |                           |                           |                           | 6      | 15e    | 0             |
| 1981 | 125 cc | Motobécane | 125 GP        | ARG 3    | OOS DNF | DUI DNF | NAT 3   | FRA 26  | SPA 6   | JOE 11                    | NED DNF                   |                           | SMR 5                     | GBR 2                     | FIN 2                     | ZWE -                     |                           | 55     | 5e     | 0             |
| 1981 | 250 cc | Privé      | Yamaha TZ 250 | ARG -    |         | DUI -   | NAT -   | FRA -   | SPA -   |                           | NED -                     | BEL 9                     | SMR 9                     | GBR -                     | FIN -                     | ZWE -                     | TSL -                     | 4      | 29e    | 0             |
| 1982 | 250 cc | Privé      | Yamaha TZ 250 |          |         | FRA DNF | SPA 4   | NAT DNF | NED DNF | BEL 12                    | JOE 8                     | GBR DNF                   | ZWE 11                    | FIN -                     | TSL 11                    | SMR -                     | DUI 11                    | 11     | 19e    | 0             |
| 1982 | 350 cc | Privé      | Yamaha TZ 350 | ARG -    | OOS -   | FRA -   |         | NAT -   | NED -   |                           |                           | GBR 23                    |                           | FIN -                     | TSL -                     |                           | DUI DNF                   | 0      | -      | 0             |
| 1983 | 250 cc | Privé      | Yamaha TZ 250 | ZAF DNF- | FRA 7   | NAT DNF | DUI DNF | SPA 18  | OOS DNF | ↓Overgestapt naar Pernod↓ | ↓Overgestapt naar Pernod↓ | ↓Overgestapt naar Pernod↓ | ↓Overgestapt naar Pernod↓ | ↓Overgestapt naar Pernod↓ | ↓Overgestapt naar Pernod↓ | ↓Overgestapt naar Pernod↓ | ↓Overgestapt naar Pernod↓ | 26     | 10e    | 1             |
| 1983 | 250 cc | Pernod     | 250 GP        |          |         |         |         |         |         | JOE 6                     | NED -                     | BEL DNS                   | GBR 1                     | ZWE 9                     |                           |                           |                           | 26     | 10e    | 1             |
| 1984 | 250 cc | Pernod     | 250 GP        | ZAF DNF  | NAT 7   | SPA 8   | OOS DNF | DUI DNF | FRA DNF | JOE -                     | NED DNF                   | BEL 9                     | GBR 13                    | ZWE 11                    | SMR DNF                   |                           |                           | 9      | 20e    | 0             |